# Centrale nucléaire de Waterford
La centrale nucléaire de Waterford 3 est située en amont de Hahnville dans la paroisse de Saint-Charles en Louisiane sur un terrain de 12 km² au bord du Mississippi. 

## Description
La centrale est équipée d'un réacteur à eau pressurisée (REP) à deux boucles construit par Combustion Engineering.
- Waterford : 1091 MWe, mis en service en 1985 pour 40 ans (2024)[1].

L'exploitation a été confiée à Entergy et la centrale appartient à Entergy Louisiana, Inc. 

En août 2005, le réacteur a dû être arrêté en raison de l'arrivée du cyclone Katrina mais il a redémarré normalement très peu de temps après le passage du cyclone.